# Rio Preto Esporte Clube

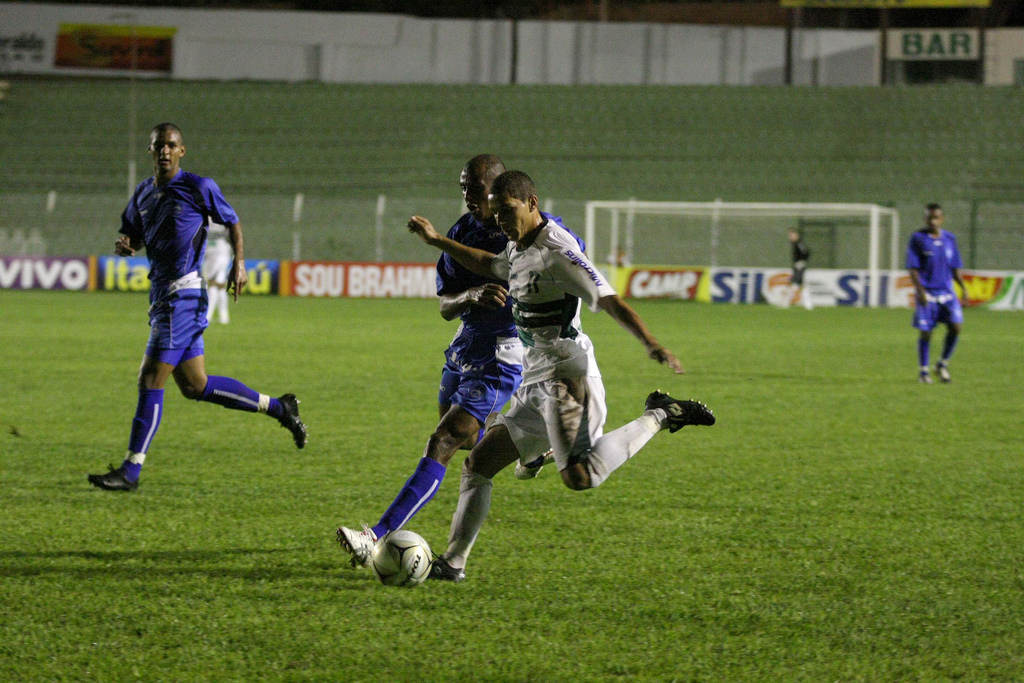
Jogo entre o Rio Preto e Rio Claro pelo Campeonato Paulista de Futebol de 2008, realizado no Estádio Anísio Haddad.

Rio Preto Esporte Clube, mais conhecido somente por Rio Preto, é um clube brasileiro de futebol da cidade de São José do Rio Preto, interior do estado de São Paulo. Foi fundado em 21 de abril de 1919 e suas cores são o verde e o branco. O Rio Preto está disputando a Série A3 do Campeonato Paulista.

## História
No dia 21 de abril de 1919 era fundado o Rio Preto Esporte Clube, por um grupo de jovens: Atílio Onibeni, Francisco de Almeida Viegas (Pacheco), Gabriel Camarero, Francisco Laurito, José Bueno (Juca Bueno), João Jorge (João da Pinta), Francisco Fusco e José Zanirato, o Bepe.
Existia, na ocasião, na cidade de São José do Rio Preto, uma agremiação conhecida apenas por Esporte Clube, composta por elementos ligados às firmas comerciais de São José do Rio Preto. Uma fusão dos dois clubes originou o Rio Preto Esporte Clube.
A primeira apresentação do Rio Preto foi contra o Clube Atlético Imperial, da cidade de Taquaritinga. A equipe do Rio Preto, em seu primeiro jogo, contou com jogadores oriundos de São José do Rio Preto: Zé Capoeira, Paschoal Gignardi, Zeca, Maria, Tango, Borocha, Campineiro, Marcondes, Luiz dos Santos, Pacheco e Orlando da Valle. Depois da primeira apresentação, mesmo tendo sido derrotado, os convites para exibições não paravam de chegar. O primeiro gol do Rio Preto Esporte Clube foi anotado por Francisco de Almeida Viegas, mais conhecido por Pacheco.
Em 1948 e 1949, o time disputou a Segunda Divisão de profissionais, ficando afastado por três anos posteriormente. Após voltar em 1953, o clube não mais interrompeu suas atividades, alternando entre as disputas do segundo e terceiro escalão.
Em 1963, a equipe conquistou o seu primeiro título, equivalente à atual Série A3. Depois disso, disputou a divisão de acesso até 1993, com apenas uma passagem pelo nível abaixo em 1978. Nesse período, o novo estádio do Rio Preto era inaugurado em 21/04/1968. Um projeto arrojado, com capacidade para 35 mil pessoas, e, devido à colaboração importante na sua construção da família de Vitor Brito Bastos, doador da área do primeiro Estádio, e doador, através de seus herdeiros do dinheiro da venda da primeira área, que viabilizou a aquisição e construção do novo Estádio e que ganhou inicialmente o nome de Riopretão e Victor Brito Bastos, sendo inaugurado em 21 de abril de 1968, no jogo Rio Preto e Ponte Preta.
Somente 9 anos após sua inauguração, quando da morte do então presidente do Clube, à ocasião, foi denominado Anísio Haddad, face a grande comoção que seu falecimento causou na cidade.
Em 1989, a Dra. Wayta Aparecida Menezes Dalla Pria, foi eleita a primeira mulher presidente de um clube de futebol profissional da história.
Com a reformulação do futebol paulista em 1994, o Rio Preto acabou indo para a Série A3, mas naquele mesmo ano conseguiu o acesso e voltou para a Série A2. Rebaixado em 1996, o clube conseguiu mais uma vez o título da Série A3 em 1999, retornando para a Série A2.
Estabilizado na principal divisão de acesso, o Rio Preto conseguiu o inédito acesso em 2007. Na campanha histórica, a equipe foi vice-campeã, perdendo para a Portuguesa na final. Na sua única participação na elite estadual, a equipe não teve bom desempenho e acabou rebaixada.
Depois do rebaixamento, o clube alternou temporadas na Série A2 e Série A3. Rebaixado em 2012, o Rio Preto voltou ao ser vice-campeão da Série A3 em 2016, acessando a Série A2. No ano seguinte, porém, a equipe novamente caiu e voltou para a Série A3, onde se encontra desde 2018.

## Rivalidade

### Derby Riopretense
No início do século XX, São José do Rio Preto tinha duas equipes que rivalizavam-se no futebol da cidade: o Rio Preto Esporte  Clube, (fundado em 1919) e o Palestra (fundado em 1929). Com a profissionalização, Rio Preto e Palestra seguiram caminhos distintos. O Palestra ficou no amadorismo e o Rio Preto seguiu sozinho no profissional.[carece de fontes?]
Em 1946, existia um time amador em Rio Preto que era a Associação dos Bancários. Neste time jogava Canizza, grade jogador de seu time. Alguns esportistas da cidade, liderados pelo engenheiro da Estrada de Ferro Araraquarense, Antonio T. Pereira Lima, resolveram fundar um clube de futebol para derrotar o time de Canizza.[carece de fontes?]
Fundado como América Futebol Clube, sua estreia seria contra a Ferroviária de Araraquara no antigo campo do Palestra. Mas devido às chuvas, o gramado estava alagado e a diretoria do América solicitou à do Rio Preto o empréstimo de seu estádio. O pedido foi negado. De fato, os coronéis e doutores do Rio Preto andavam ressabiados com o novo rival. Eles acusavam os americanos de estimular a dissidência de jogadores do Rio Preto para contratá-los em seguida. E um dos primeiros jogadores a trocar o verde e branco pelo vermelho foi exatamente Benedito Teixeira; o aclamado ex-presidente do América tinha sido ponta-esquerda do Rio Preto.[carece de fontes?]
Os diretores do Rio Preto não externaram à época, mas à boca pequena também se sabe da mágoa por não ter sido o Rio Preto o adversário na estreia do América. Oficialmente, o clube não emprestou o Estádio Dr. Vitor Britto Bastos alegando que o jogo danificaria o campo, encharcado depois das chuvas. Começava ali uma das maiores rivalidades do estado de São Paulo.
A maior goleada aconteceu em 07 de junho de 1953 quando o América-SP derrotou o Rio Preto por 6 a 0.
Até o momento, os clubes se enfrentaram por 66 oportunidades. A equipe americana leva vantagem sobre o rival: 34 vitórias do América, 13 vitórias do Rio Preto e 19 empates. O América marcou 122 gols e sofreu 75, com saldo positivo de 47 gols. A última vez que as equipes se enfrentaram foi no dia 16 de fevereiro de 2014 pela Série A3 no Estádio Anísio Haddad com vitória do Rio Preto por 3 a 2.

## Títulos
| ESTADUAIS | ESTADUAIS                      | ESTADUAIS | ESTADUAIS   |
|           | Competição                     | Títulos   | Temporadas  |
| --------- | ------------------------------ | --------- | ----------- |
|           | Campeonato Paulista – Série A3 | 2         | 1963 e 1999 |
| TOTAL     |                                |           |             |
|           | Competição                     | Títulos   | Temporadas  |
|           | Títulos oficiais               | 2         | 2 Estaduais |

### Campanhas de destaque
| DESTAQUES                      | DESTAQUES                  |
| Competição                     | Campanhas                  |
| ------------------------------ | -------------------------- |
| Campeonato Paulista – Série A2 | Vice-campeão (2007)        |
| Campeonato Paulista – Série A3 | Vice-campeão (1994 e 2016) |

## Estatísticas

### Participações
|  | Participações em 2025 |

| Competição | Competição          | Temporadas | Melhor campanha         | Anos                                                                                          | A | R |
| São Paulo  | Campeonato Paulista | 1          | 20º colocado (2008)     | 2008                                                                                          |   | 1 |
| São Paulo  | Série A2            | 51         | Vice-campeão (2007)     | 1948-1949, 1953-1959, 1964-1972, 1974-1978, 1980-1993, 1995-1996, 2000-2007, 2009-2012 e 2017 | 1 | 6 |
| São Paulo  | Série A3            | 21         | Campeão (1963 e 1999)   | 1960-1963, 1979, 1994, 1997-1999, 2013-2016 e 2018-2025                                       | 5 | – |
| São Paulo  | Copa Paulista       | 14         | Quartas-de-final (1999) | 1999, 2001-2009, 2011, 2013, 2015 e 2020                                                      |   |   |

### Últimas dez temporadas
Legenda:
| Campeão Vice-campeão Eliminado nas semifinais | Campeão e promovido à divisão superior Vice-campeão e/ou promovido à divisão superior Rebaixado à divisão inferior | Classificado à fase de grupos da Copa Libertadores Classificado à fase preliminar da Copa Libertadores Classificado à Copa Sul-Americana Campeão do Campeonato do Interior |